# ELEPHANT HOTEL
『ELEPHANT HOTEL』（エレファント ホテル）は、矢野顕子のアルバム。1994年10月1日発売。発売元はEpic/Sony Records。

## 概要
Will Lee(ベース)、Jeff Bova(キーボードほか)、Gil Goldstein(キーボードほか)、Mino Cinelu(パーカッションほか)など、ニューヨーク拠点のアーティストを中心に収録された、エピック第4作のアルバム。
なお、「Elephant Hotel」は実在のホテルであり、アルバムジャケットにも用いられている。
2013年のツアー「さとがえるコンサート」では、本アルバム収録曲を全曲演奏する企画が行われた。

## 収録曲
1. 愛があれば? (LOVE CAN'T BE BLIND)　(作詞・作曲：矢野顕子)
2. ME AND MY SEA OTTER　(作詞・作曲：矢野顕子、高野寛)
3. サヨナラ(SAYONARA)　(作詞：糸井重里　作曲：矢野顕子)
4. 街(THE CITY)　(作詞・作曲：矢野顕子)
5. 夢のヒヨコ(DREAMING CHICK)　(作詞：糸井重里　作曲：矢野顕子)
  - ポンキッキーズの主題歌として用いられた。
6. PIPOCA　(作曲：HERMETO PASCOAL)
  - HERMETO PASCOALの曲のカバー。
  - ビデオ「矢野顕子S席コンサート」にライブ版が収録されている。
7. OH DAD　(作詞：菊池真美、矢野顕子　作曲：大貫妙子)
  - 大貫妙子の曲「色彩都市」(アルバム「クリシェ」収録)に、新たな詞を付けたもの。
8. すばらしい日々(WONDERFUL DAYS)　(作詞・作曲：奥田民生)
  - ユニコーンの曲のカバー。
  - アルバムに収録されているのは、先に公開されたシングル盤「すばらしい日々」の録音とは別のバージョンである。シングルバージョンは、ベストアルバム『ひとつだけ/the very best of 矢野顕子』に収録されている。
  - ビデオ「矢野顕子S席コンサート」に、矢野にとってこの曲の初演となったライブの映像が収録されているほか、奥田民生らとの共同作品「LIVE Beautiful Songs」にも、矢野のソロのピアノ弾き語りによるライブ音源が収録されている。また、2012年のアルバム『荒野の呼び声 -東京録音-』にも、ライブ演奏が収録された。
9. STRING OF PEARLS　(作詞作曲：MICHAEL P.FRANKS)
10. にぎりめしとえりまき (THE RICEBALL AND THE MUFFLER)　(作詞：糸井重里　作曲：矢野顕子)
  - ライブアルバム「TWILIGHT 〜the“LIVE”best of Akiko Yano〜」に、ライブ演奏が収録。
11. ELEPHANT HOTEL　(作曲：矢野顕子)
  - ゾウの泣き声をサンプリングで用いた、インストゥルメンタル曲。
12. FRIENDS AGAIN　(作詞作曲：矢野顕子)
13. てぃんさぐぬ花(CHINSAGU NO HANA)　(沖縄民謡)
  - 歌唱指導は宮沢和史が担当している。
  - アルバム『荒野の呼び声 -東京録音-』にも、ライブ演奏が収録された。